# Black Label Society
Pour les articles homonymes, voir BLS.
Black Label Society (BLS) est un groupe de heavy metal américain, originaire de Los Angeles. Le groupe est initialement fondé en 1998 par Zakk Wylde, et recense un total de neuf albums studio, deux albums live, trois compilations, et deux EP.

## Biographie

### Débuts etSonic Brew(1998–1999)

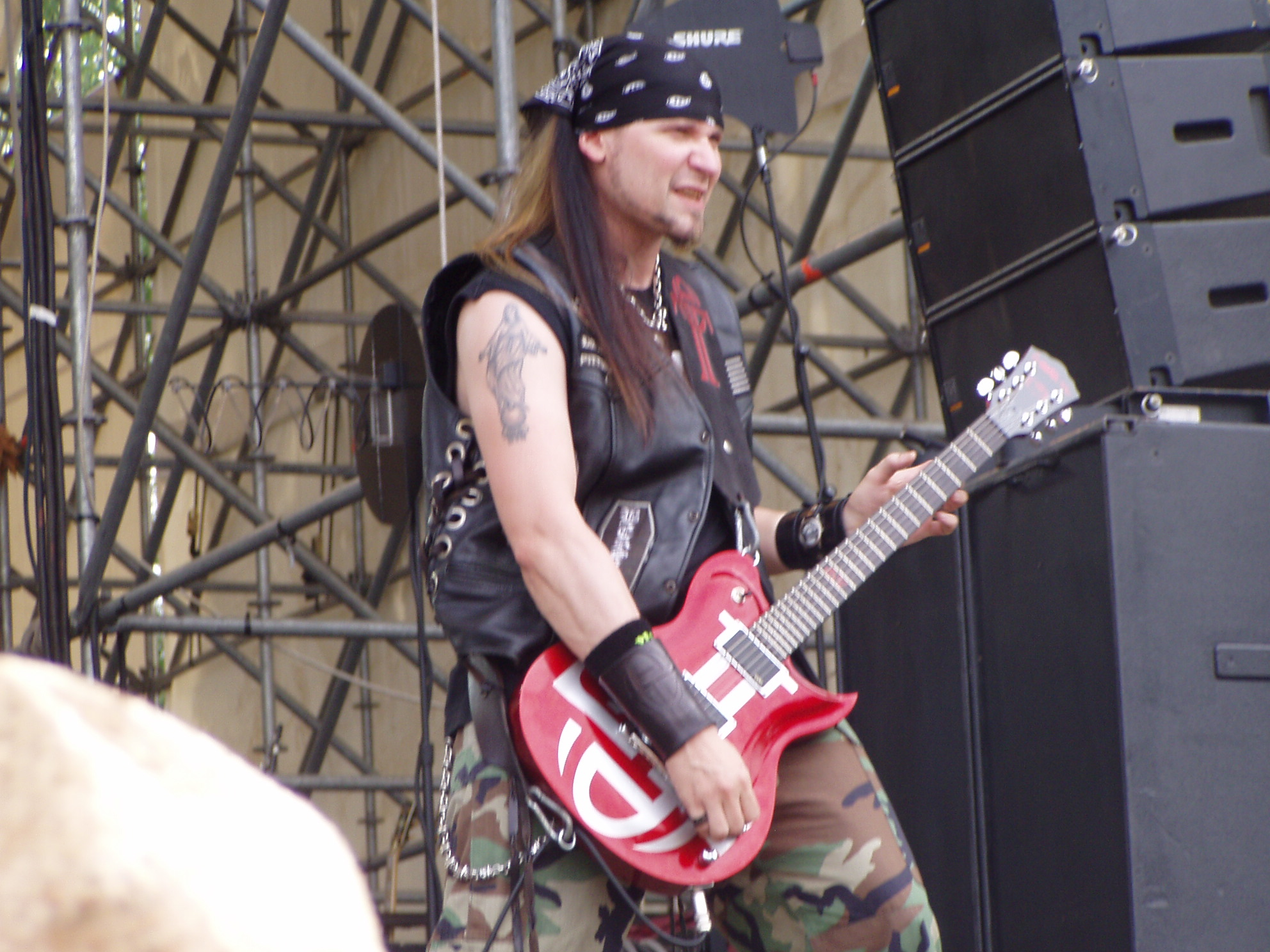
Nick Catanese au festival Gods of Metal de Bologne, en 2007.

Durant la tournée suivant Ozzmosis, intitulée The Retirement Suck Tour, Wylde est donc remplacé par Joe Holmes à la guitare. Sans groupe officiel depuis son remplacement chez Ozzy Osbourne, en 1996, il sort le disque Book of Shadows car il doit encore un album à Geffen Records. Il s'entoure du batteur Joe Vitale (ex-Joe Walsh et Crosby, Stills & Nash) et du guitariste Nick Catanese, de Pittsburgh. Pour l'instant, c'est le seul et unique album solo de Wylde. Il est d'un genre totalement différent de ce qu'il a fait auparavant avec Ozzy Osbourne, mélangeant folk rock et rock sudiste, la plupart des chansons étant jouées à la guitare acoustique et au piano. Parfois comparé au son de Neil Young, cet album est beaucoup plus calme et mélodique que les albums sur lesquels Zakk Wylde a déjà travaillé.
Début 1998, Ozzy Osbourne ré-engage la formation de l'album No More Tears, c'est-à-dire Zakk Wylde, Mike Inez et Randy Castillo, pour une tournée en Nouvelle-Zélande, en Australie et au Japon. Malgré tout, Ozzy décide de se séparer une nouvelle fois de ses musiciens, après la tournée. En mai, Wylde, le batteur Phil Ondich et le guitariste Nick Catanese forment le groupe Hell's Kitchen. Ils enregistrent Sonic Brew en Floride, qui sort le 28 octobre 1998, mais seulement au Japon. L'album ne sort pas aux États-Unis dans un premier temps, le groupe décidant collectivement que l'album devait être remixé. Il est finalement commercialisé le 4 mai 1999, partout en Amérique du Nord, avec une nouvelle pochette. Le groupe ayant besoin d’un bassiste, Wylde engage son ami et ex-collègue de Pride and Glory, James DeServio. Le groupe au complet est rebaptisé Black Label Society. Généralement bien reçu par la critique, le premier album de Black Label Society est à l'image de Zakk Wylde, tout en rage, en riffs lourds et gras, qualifié de « boozy rock » (littéralement de « rock de poivrot ») par un critique du site AllMusic.
Black Label Society est souvent considéré comme un club de bikers, notamment à cause des couleurs du groupe portées sur des vestes en cuir ou en jeans, tout comme les clubs de bikers et les chapitres créés par ses fans, à l'image des chapters de bikers. Wylde a l'idée des patchs portés sur les vestes et celle des chapitres en lisant une biographie de Sonny Barger, le leader des Hells Angels. À de nombreuses reprises, Wylde doit expliquer qu'il n'est en aucun cas un biker, qu'il s'agit juste d'une façon de montrer son amour pour Black Label Society. Malgré tout, le groupe reste fort apprécié par la communauté des motards à travers le monde, fonctionnant comme un club de motards, avec ses codes et ses couleurs. Wylde joue souvent avec cette image trouble de club biker, notamment dans les clips du groupe dont Suicide Messiah, montrant celui-ci roulant en Harley Davidson. Wylde possède d'ailleurs une moto type chopper, à son nom, chez Harley Davidson, la Bullseye du même nom que sa guitare. Après leur tournée européenne, une tournée américaine est annulée. À la même époque, le groupe a des démêlés avec la marque Johnnie Walker, car une bouteille de leur Black Label figure sur la couverture de l'album Sonic Brew. Le groupe décide de ressortir le disque avec une autre couverture, en y ajoutant une nouvelle version de No More Tears, qu'il avait déjà joué derrière Ozzy Osbourne sur l'album du même nom.
En septembre 1999, le groupe part en tournée aux États-Unis, jouant l'album Sonic Brew et quelques vieilles chansons de Pride & Glory, ainsi que des reprises de Black Sabbath. En hiver, le groupe retourne en studio pour enregistrer l'album Stronger than Death. John DeServio décide de quitter le groupe et est remplacé par Steve Gibb, le fils du chanteur des Bee Gees. Stronger than Death est considéré par la critique comme l'album le plus dur et le plus heavy metal de la discographie de Black Label Society. Malgré tout, plusieurs critiques sont adressées à Zakk Wylde, notamment celle d'utiliser avec abondance son « pinch harmonique. »

### Changements (2000–2005)

Logo du groupe souvent présent en patch sur les vestes des fans du groupe, portant souvent à confusion avec les logos de clubs bikers.

Après leur retour de tournée japonaise, de nouveaux problèmes surgissent lors de la tournée américaine. Durant un concert, Phil Ondich s’effondre et doit être hospitalisé. Le concert commençant à peine, le batteur de Crowbar intervient et, pour ne pas trop décevoir les fans, Craig Nunenmacher joue quelques reprises de Black Sabbath. Après avoir annulé deux concerts, le groupe continue, jusqu’à ce que Zakk Wylde et Phil Ondich se bagarrent et que ce dernier soit forcé de partir. Craig Nunenmacher devient alors définitivement le batteur du groupe. L'album Alcohol Fueled Brewtality Live, enregistré durant la tournée, est publié en janvier 2001. Black Label Society participe à L’Ozzfest. À la moitié de la tournée, Gibb quitte le groupe et est remplacé par Mike Inez à la basse.
Durant l’été 2001, Zakk Wylde met de côté Black Label Society et fait son retour avec Ozzy, après une absence de cinq ans, et ils enregistrent Down to Earth. Encore une fois, Wylde n'écrit aucun morceau sur l'album et, bien qu'il n'apprécie guère les compositions de Dave Grohl et des autres compositeurs externes pour l'album, il joue tous les morceaux sans broncher. L'album est suivi d’une tournée avec Rob Zombie, le Merry Mayhem Tour. Combiné au succès de la série de télé-réalité, The Osbournes, dont Ozzy Osbourne et sa famille sont les stars, Down to Earth est très bien accueilli par la critique. Osbourne revient au sommet et Zakk est confirmé dans son rôle de guitariste officiel du « Madman ». Entre-temps, Zakk Wylde collabore avec l'ancien claviériste de Dream Theater Derek Sherinian. Il joue sur l'album Inertia et collabore aux chansons Frankenstein, Even Knievel et What a Shame. Cette collaboration est la première d'une longue série, puisque Wylde contribuera aux deux autres albums de Sherinian, sortis en 2003 et 2004.
Après la tournée avec Ozzy Osbourne, Wylde revient avec Black Label Society et Craig Nunenmacher, pour enregistrer le disque 1919 Eternal qui, originellement, devait s'intituler Deathcore Warmachine Eternal. Mais ils en changent le titre, à la suite des attentats du 11 septembre 2001. 1919 Eternal est l'album qui incarne l'évolution du son du groupe, incluant plusieurs ballades et avec un tempo beaucoup plus lent. L'album marque un net changement par rapport à Sonic Brew et Stronger than Death, Wylde changeant aussi sa façon de chanter, préférant aux grognements une voix plus posée. Enfin, Black Label Society accueille Robert Trujillo comme nouveau bassiste.
Après une tournée mondiale, Wylde et Nunenmacher repartent en studio pour enregistrer The Blessed Hellride, qui sort au printemps 2003. Considéré comme l'un des meilleurs de Black Label Society par la critique, l'album continue dans la veine de son prédécesseur, avec plusieurs ballades telles que The Blessed Hellride, mais il contient toujours les morceaux agressifs si caractéristiques de Zakk Wylde, notamment Stillborn, avec Ozzy Osbourne au chant. Un single est largement diffusé sur les radios et un clip vidéo est enregistré par l'ami de Zakk Wylde, Rob Zombie. The Blessed Hellride lorgne même sur le sludge metal, avec des titres tels que Stoned and Drunk et Doomsday Jesus. Entre-temps, Zakk perd son meilleur ami et guitariste de Pantera, Dimebag Darrell, assassiné sur scène par un déséquilibré. À la suite de la tournée, Black Label Society sort un album totalement différent, Hangover Music Vol.VI. Entièrement composé de ballades acoustiques à la guitare et au piano, l'album se situe dans la lignée de l'album solo de Zakk Wylde Book of Shadows. Influencé par un groupe comme Alice in Chains, on peut noter encore quelques touches de rock sudiste et de musique country.

### Succès commercial (2006–2009)

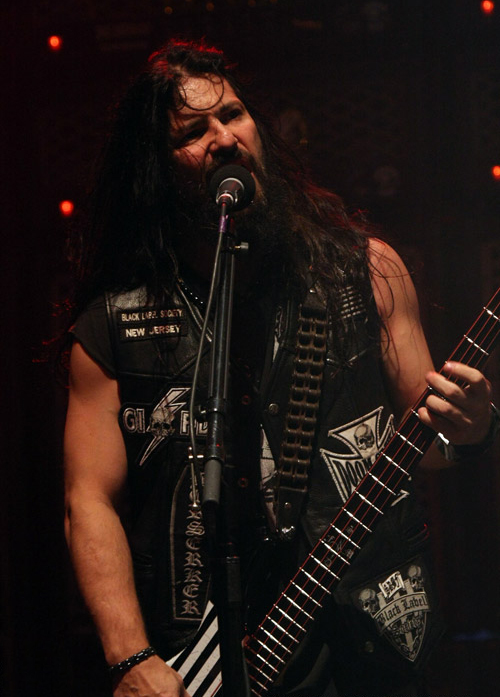
John JD DeServio en concert au Wiltern, en 2010.

En 2005, Zakk Wylde, Craig Nunenmacher et James Lomenzo entrent en studio pour enregistrer l'album suivant, Mafia, qui sort sur le label Artemis Records. Wylde dédicace la chanson In This River à Dimebag Darrell. Dans cet album, le travail de Wylde sur sa voix est reconnu par une partie de la critique, cité comme un mélange entre Ozzy Osbourne et Phil Anselmo, mais le reste de la critique reproche au leader de Black Label Society son manque d'innovation. Par la suite, Wylde enchaine une collaboration avec son ami catcheur Chris Jericho et son groupe Fozzy, pour l'album All That Remains, assurant un solo de guitare sur la chanson Wanderlust. En octobre, Lomenzo quitte le groupe pour rejoindre Megadeth. Interrogé sur l'origine du nom de l'album, Wylde répond : « Mafia vient du fait que Black Label Society et tous ses fans sont une grande et unique famille. »

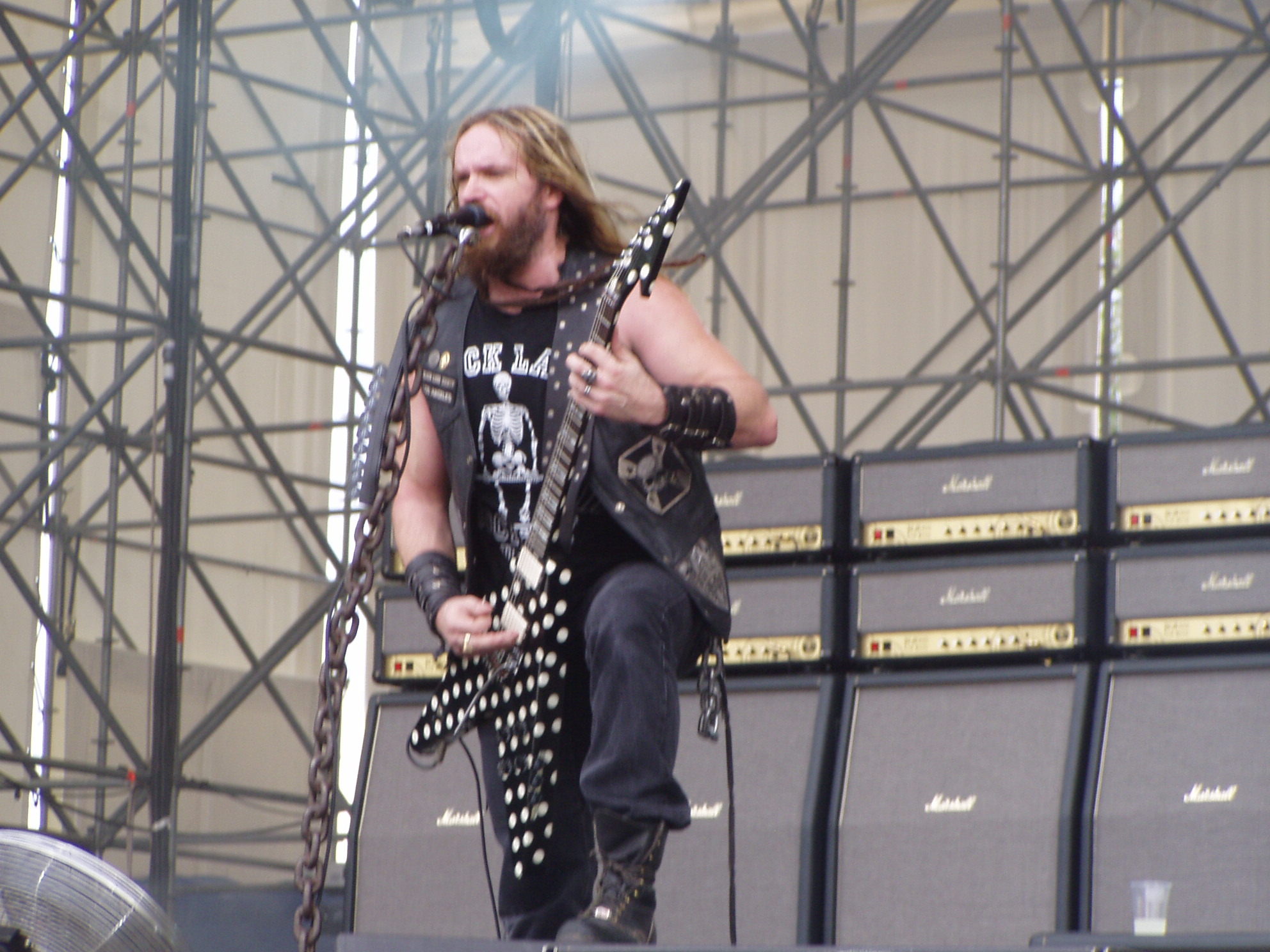
Zakk Wylde et Black Label Society, au festival Gods of Metal en 2007.

Le 17 janvier 2006, Zakk Wylde est immortalisé au Hollywood's RockWalk of Fame, où il laisse ses empreintes et sa signature en reconnaissance de sa carrière et de sa contribution à la musique. Le 11 septembre 2006, Black Label Society sort l'album Shot to Hell. Le groupe quitte Artemis Records pour signer avec Roadrunner Records. L'influence de l'album Hangover Music Vol. VI se fait clairement sentir sur cet album, avec beaucoup plus de ballades que lors de l'album précédent. Musicalement, l'album est aussi proche de Mafia avec un son toujours aussi lourd. Shot to Hell est un condensé de tout ce qu'est vraiment Black Label Society : des ballades, des chansons accrocheuses et d'autres très heavy metal. Au Ozzfest, Zakk apparait avec Black Label Society sur la seconde scène et participe ensuite au concert de Ozzy Osbourne sur la scène principale. En mai 2007, sort le nouvel album d'Ozzy Osbourne, intitulé Black Rain, Wylde collaborant et écrivant presque toutes les chansons avec Ozzy.
En février 2009, Zakk Wylde déclare que, au fur et à mesure que sa carrière avancera, il publiera davantage d'albums comme celui sorti en 2000, Book of Shadows, avec des chansons plus intimistes, plus acoustiques, tendant vers le rock sudiste, voire le bluegrass. En exemple, Zakk donne Neil Young comme modèle de fin de carrière, alternant sets acoustiques et chansons plus heavy metal. Par la suite, Zakk Wylde effectue une collaboration plutôt controversée avec le groupe de nu metal, Dope, sur la chanson Addictions, apparaissant même dans le clip du single. Connaissant la position de Zakk Wylde envers le nu metal et sa haine contre Fred Durst, cette collaboration déroute ses fans et ceux de Black Label Society.
En avril 2009, Black Label Society sort un coffret compilation intitulé Skullage, incluant quelque chansons de l'époque Pride & Glory et Book of Shadows, ainsi qu'un DVD bonus. Quelques mois après, Ozzy Osbourne fait une déclaration dans les médias, annonçant, en juillet 2009, qu'il est à la recherche d'un nouveau guitariste en remplacement de Zakk Wylde et, toujours selon Osbourne, son successeur le plus sérieux serait John 5, actuel guitariste de Rob Zombie et ex-guitariste de Marilyn Manson. De son côté, Wylde déclare sur son Twitter personnel qu'il attend d'avoir des nouvelles d'Ozzy, mais qu'il est déçu qu'Ozzy ne le lui ait pas dit en face.
Finalement, fin août au BlizzCon 2009, Ozzy Osbourne révèle son nouveau guitariste, Gus G., du groupe grec Firewind. Cependant, aucune déclaration n'est faite sur le caractère définitif de ce changement. Malgré tout, Wylde reste un inconditionnel de Ozzy Osbourne, affirmant à plusieurs reprises qu'il est prêt à faire tout ce qu'Ozzy lui demandera. Ainsi, lors d'une interview, il déclare : « J'aime Ozzy, pour toujours, inconditionnellement. Il peut faire n'importe quoi je serai toujours là pour lui. Ça n'a rien à voir avec l'argent, il n'y a pas d'avocats, pas de managers (...) Pour dix dollars je jouerais pour Ozzy. Il a un cœur d'or, c'est le meilleur. Lui et mon père sont les meilleurs. » À la fin de l'été 2009, Zakk Wylde connaît de graves problèmes de santé. Ainsi, le 30 août 2009, sa femme, Barbaranne Wylde, déclare, sur son Twitter officiel, que son mari est actuellement hospitalisé après un diagnostic de caillots de sang aux poumons et dans une jambe. Black Label Society annule donc sa participation à la tournée Pedal To The Metal Tour, avec Static-X et Mudvayne, entre autres,.
Lors d'une interview datant du 11 novembre 2009 pour Artisan News Serice, Zakk Wylde confirme qu'il a bien été remplacé définitivement par Gus G. au sein du groupe de Ozzy Osbourne. Wylde affirme que c'est le photographe Neil Zlozower qui l'informa de la nouvelle. Zakk Wylde conclut l'interview en affirmant qu'il était content d'avoir passé près de 23 ans aux côtés d'Ozzy Osbourne et qu'il souhaitait bonne chance à Gus G. qu'il trouve génial. En décembre 2009, Wylde confirme qu'un studio d'enregistrement est en construction chez lui en Californie, et qu'il allait enregistrer dans ce studio vers janvier-février pour une tentative de sortie mondiale du nouvel album de Black Label Society en avril 2010, de plus pour la première fois Wylde donna une représentation solo à la prison de Chingi en Californie.

### Nouveau label et suites (depuis 2010)

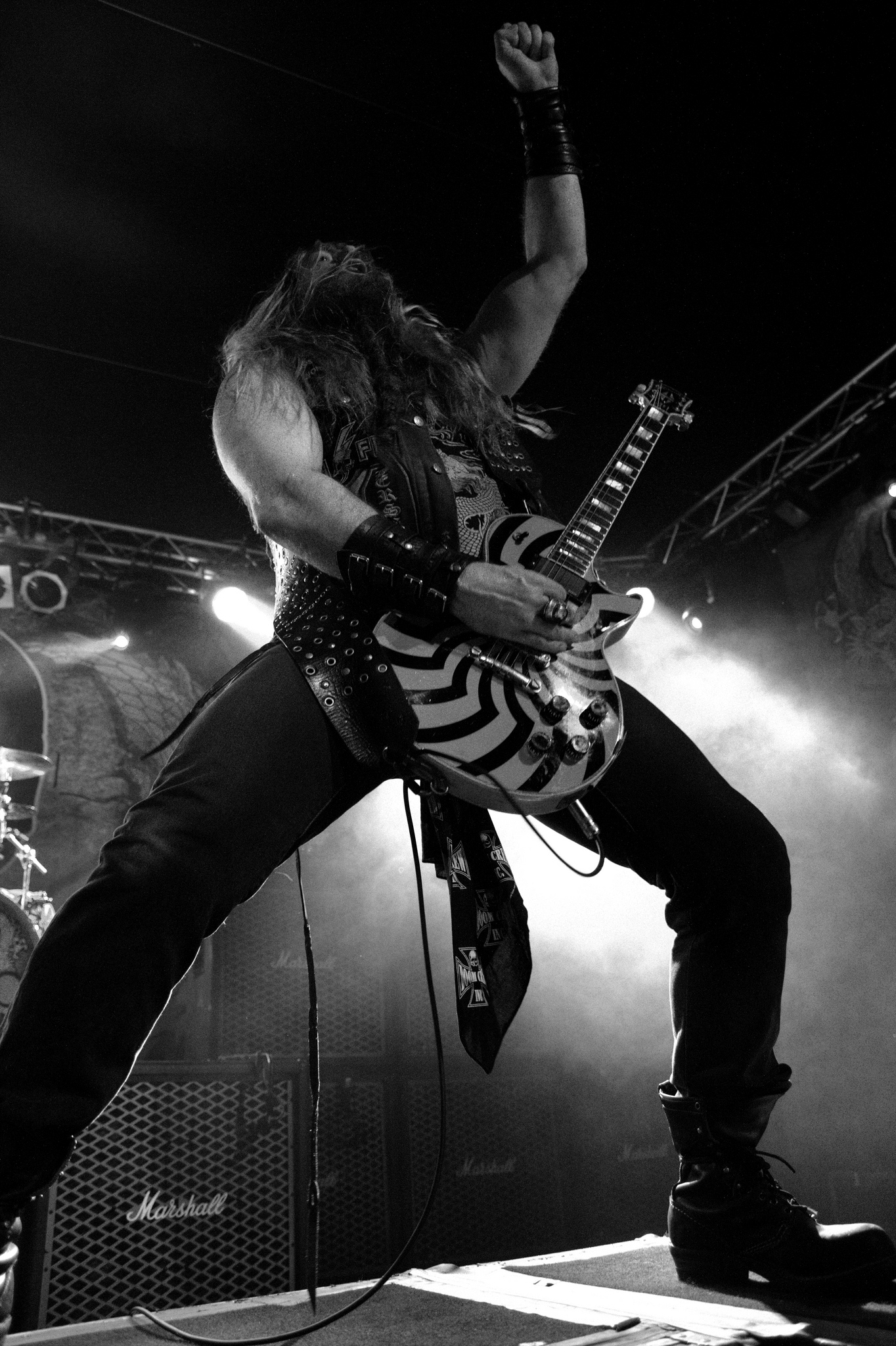
Zakk Wylde au Leipzig 2012.

À la suite du départ de Black Label Society de Roadrunner Records, le groupe est sans label officiel, et depuis le 7 janvier 2010, Black Label Society se trouve un nouveau label avec E1 Music, le plus gros label indépendant américain. E1 Music est aussi le label du groupe Hatebreed ou encore de l'ex-Beatles Ringo Starr. Malgré tout, Black Label Society reste sur le label Roadrunner Records mais uniquement pour la distribution européenne de l'album. Enfin, la sortie de l'album suivant de Black Label Society est repoussée en juin 2010 pour une tournée mondiale courant 2010. En février 2010, Craig Nunenmacher quitte Black Label Society après dix années passés avec le groupe, et est remplacé temporairement pour l'album et la tournée qui s'ensuit par l'actuel batteur de Evanescence et Static-X Will Hunt sur les conseils de Jerry Cantrell,.
Le 5 mai 2010, Wylde révèle le nom du prochain album du groupe, Order of the Black, prévu le 10 août 2010 aux États-Unis. En juin 2010 Parade of the Dead et Crazy Horse, deux nouvelles chansons, sont mises en écoute sur le site du groupe. Une tournée nord-américaine intitulée Black Label Berzerkus Tour et contenant plus d'une trentaine de dates est annoncée. Le 10 août 2010 sort l'album Order of The Black, composé entièrement dans le studio d'enregistrement de Zakk Wylde installé chez lui et surnommée « le bunker », l'album marque la première apparition du nouveau batteur Will Hunt en remplacement de Craig Nunenmacher. Order of the Black voit la patte de Wylde sur les quatre pochettes différentes de l'album, chacune pour un continent différent. La critique salue le renouveau du groupe et le retour de Wylde au sommet de son art ainsi que ses qualités de compositeurs pour les différentes chansons et notamment les ballades,. À la sortie de l'album, Order of The Black vend environ 45 000 exemplaires aux États-Unis lors de sa première semaine. Mi-août 2010, Order of The Black atteint la quatrième place du Billboard 200 américain, ce qui devient l'album le mieux classé de la discographie de Black Label Society.

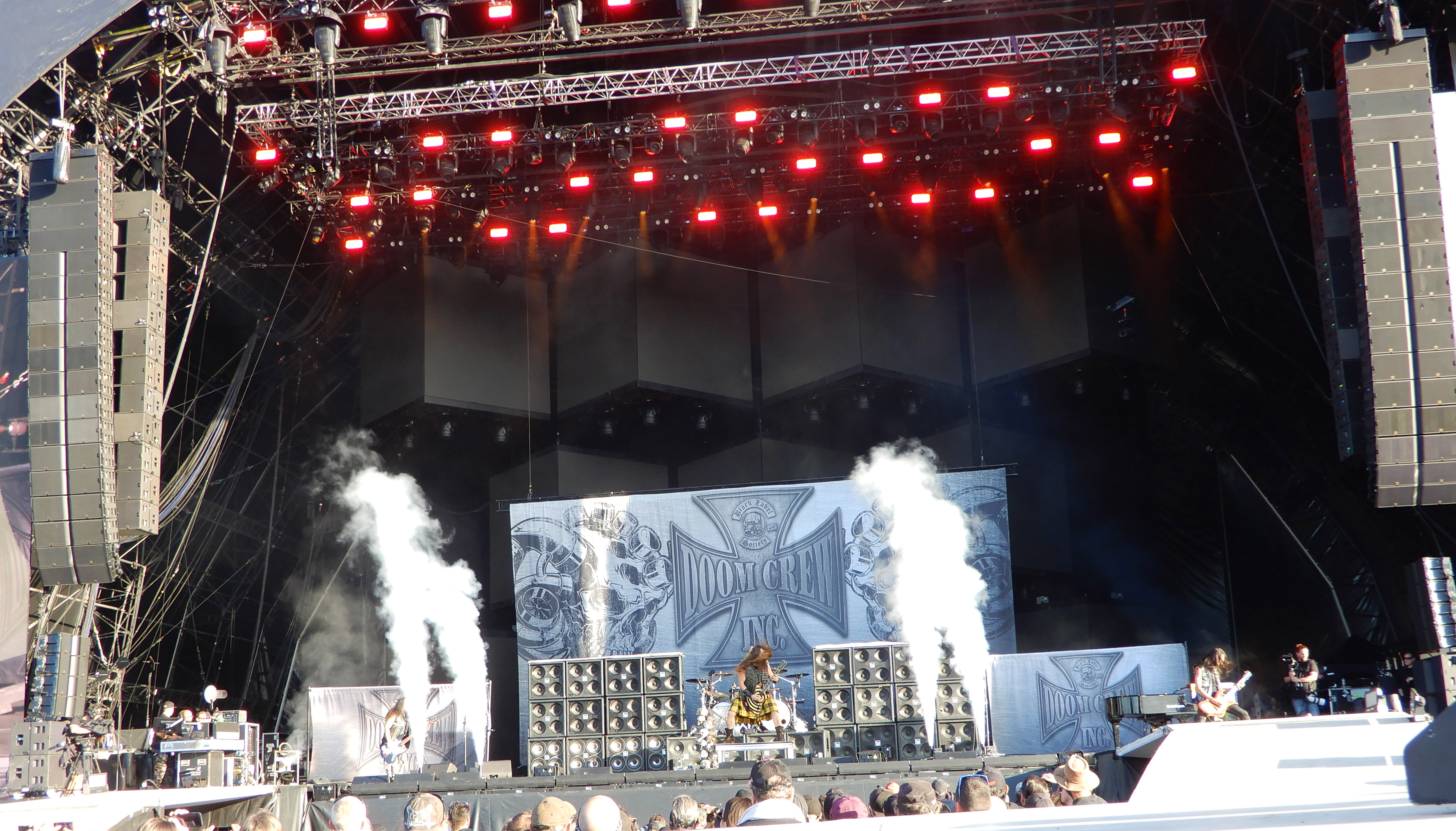
Black Label Society au Hellfest 2022

Pour promouvoir la sortie de l'album, Black Label Society fait une apparition le 19 août dans l'émission de Paul Teutul senior American Chopper pour un concert gratuit dans les garages de l'émission. Black Label Society filme un clip pour la chanson Overlord, avec à la manette Eric Zimmerman du groupe Master Cylinder. Dans le clip Wylde montre son humour en parodiant le film Le Jeu de la mort avec lui-même dans le rôle de Bruce Lee. Enfin le 25 octobre 2010, Black Label Society sort un nouveau single disponible sur iTunes pour les fêtes de Noël, intitulé The First Noel (Noël est utilisé en français donc), une reprise d'un chant traditionnel anglais de Noël datant du XVIIIe siècle. Dans sa forme actuelle, cette chanson est d'origine cornique et fut publiée dans divers recueils de Noël dans les années 1800. Les recettes du single ont été entièrement versées au St. Judes Children Hospital qui s'occupe d'enfants atteints du cancer,. Le 1er janvier 2011, la maison d'édition HarperCollins Publishers annonce la publication d'un livre écrit par Zakk Wylde en collaboration avec Eric Hendrikx intitulé Bringing Metal to the Children pour le 10 mai 2011. Le livre explique la vie de Zakk Wylde sur la route, ainsi qu'un véritable journal pour devenir un 'metalleux' et différentes astuces pour réussir dans les activités musicales. Le 11 mars 2011 le site officiel de Black Label Society annonce un nouvel album à paraitre le 3 mai 2011. Entièrement acoustique, The Song Remains Not the Same (référence à l'album de Led Zeppelin The Song Remains the Same) comprend des reprises du dernier album Order of The Black ainsi que des morceaux non utilisés pour ce dernier. L'album est entièrement joué par Zakk Wylde.
Lors d'une récente interview Wylde déclare qu'aucun album de Black Label Society ne sortira avant 2014, seul un DVD/CD intitulé Unblackened devrait sortir courant 2012. De plus le 4 septembre 2012, Wylde animera sa propre émission de radio Wylde On Sport sur le sport sur le réseau satellite Sirius.

## Influences et style musical

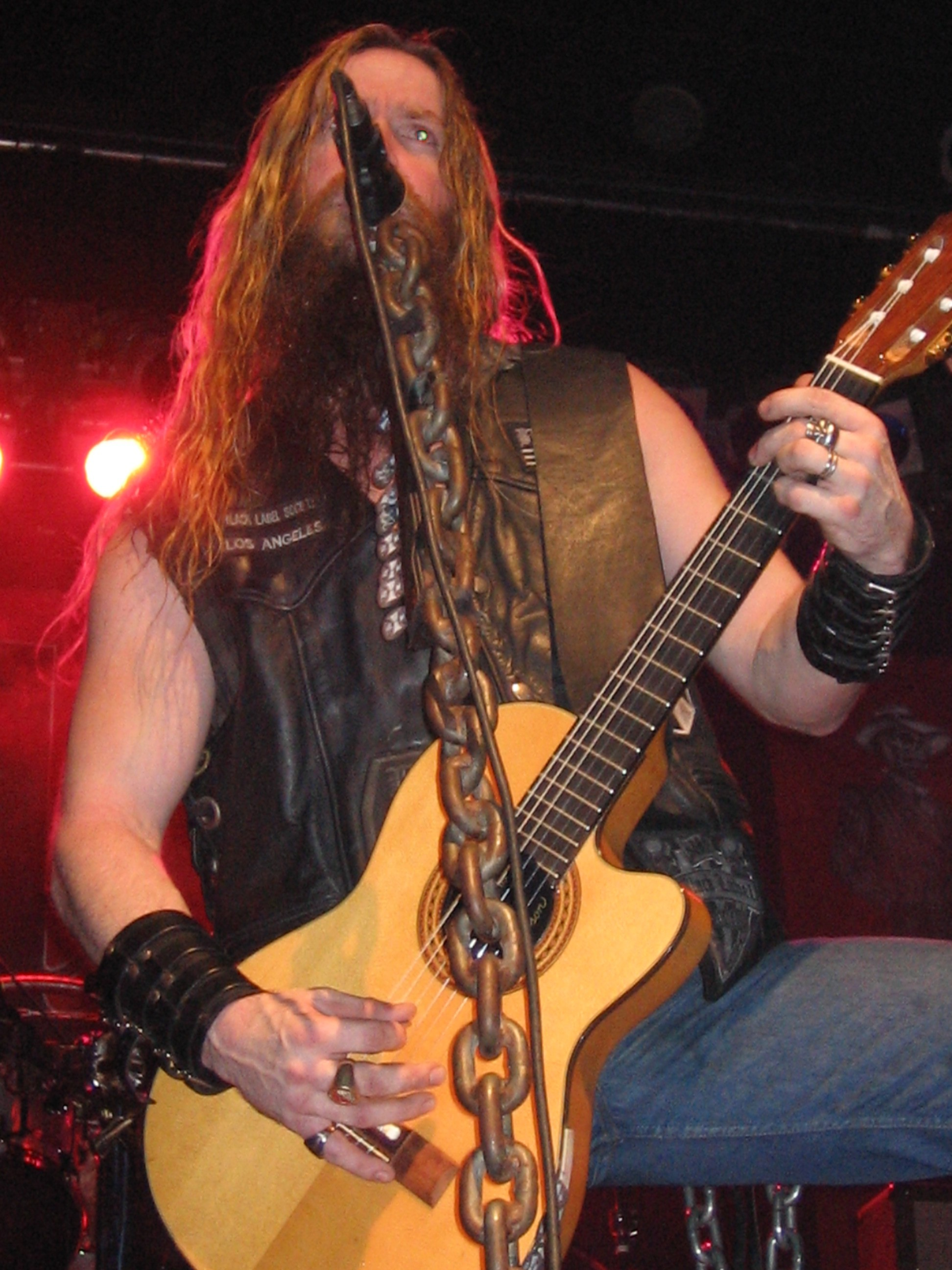
Zakk Wylde, lors d'un concert.

Parmi ses principales influences, Zakk Wylde cite entre autres Black Sabbath, Led Zeppelin, Creedence Clearwater Revival, Lynyrd Skynyrd, Randy Rhoads, Jimi Hendrix, Elton John et Neil Young. La musique de Black Label Society se caractérise par des riffs lourds, ponctués d'harmoniques sifflées, qui rendent le jeu de Wylde identifiable dès les premières notes. Il utilise aussi la technique country du chicken picking, de la famille de l'alternate picking. Cette technique nécessite, occasionnellement ou à intervalles réguliers, d'aller chercher, en saut de cordes, une corde plus éloignée, avec un seul doigt (en général le majeur). Elle est très rarement utilisée dans la musique heavy metal. Quant à ses solos, ils sont caractérisés par des pentatoniques en mode mineur, c'est-à-dire qu'il n'utilise que les notes mineures de la gamme.
Le « pinch harmonique », que Zakk Wylde popularise, est une technique précise : pour le jouer, le côté gauche du pouce droit (donc sa partie extérieure) doit effleurer la corde une fraction de seconde après le médiator. Selon l'endroit où l'on joue la corde de la main droite, l'harmonique sera différente,. Wylde explique qu'il apprit ce geste en regardant Billy Gibbons du groupe ZZ Top le faire souvent, à la différence que Wylde joue son pinch harmonique dans les gammes de notes beaucoup plus haute et grave qu'à l'accoutumée. Lors de la plupart de ces concerts, Wylde joue certaines de ses chansons avec la guitare derrière la tête ou encore en grattant les cordes avec ses dents. Sa guitare de prédilection est une Gibson Les Paul Custom nommée « The Grail » (« le Graal »), peinte en « bullseye » en forme de cible. Il utilise la wah-wah et ajoute un chorus à sa distorsion. Pianiste de bon niveau, c'est lui qui joue toutes les parties de piano sur les albums de Black Label Society, et il cite Elton John comme l'une de ses influences. Zakk a une voix de style country. Au début de sa carrière, ce timbre chaud et mielleux se fait davantage ressentir dans ses premiers albums, avec Pride & Glory et Book of Shadows. Avec Black Label Society, la voix de Zakk devient plus nasillarde, presque Baryton, ressemblant par moments à celle de Ozzy Osbourne, voire de Jerry Cantrell.
Les fans du groupe sont appelés les Berserkers, en référence à la mythologie scandinave qui parle de guerriers plein de rage : les berserks. Le groupe possède aussi une devise dont le sigle « SDMF », apparait sur les logos du groupe : Strength, Determination, Merciless, Forever littéralement traduit en français par Force, Détermination, Impitoyable, Pour Toujours. Aussi y a-t-il une charte prescrite par Zakk Wylde et, tout comme les bikers, les fans doivent porter les couleurs du groupe à chaque événement[réf. nécessaire].

## Membres

### Membres actuels
- Zakk Wylde – chant, guitare solo et rythmique, piano (depuis 1998)
- John DeServio – basse, chœurs (1999, depuis 2005)
- Jeff Fabb – batterie (depuis 2014)
- Dario Lorina – guitare rythmique, chœurs (depuis 2014)

### Anciens membres
- Phil Ondich – batterie (1998–2000)
- Nick Catanese – guitare rythmique, chœurs (1999–2013)
- Steve Gibb – basse (2000–2001)
- Craig Nunenmacher – batterie (2000–2010)
- Mike Inez – basse (2001, 2003)
- Robert Trujillo – basse (2002–2003)
- James LoMenzo – basse (2004–2005)
- Will Hunt – batterie (2010–2011)
- Mike Froedge – batterie (2011)
- Johnny Kelly – batterie (2011)
- Chad Szeliga – batterie (2011–2012, 2013–2014)

## Discographie

### Albums studio
- 1999 : Sonic Brew
- 2000 : Stronger than Death
- 2002 : 1919 Eternal
- 2003 : The Blessed Hellride
- 2004 : Hangover Music Vol. VI
- 2005 : Mafia
- 2006 : Shot to Hell
- 2010 : Order of the Black
- 2014 : Catacombs of the Black Vatican
- 2018 : Grimmest Hits
- 2021 : Doom Crew Inc.

### EP
- 1999 : No More Tears
- 2011 : Glorious Christmas Songs That Will Make Your Black Label Heart Feel Good

### Live
- 2001 : Alcohol Fueled Brewtality Live!! + 5
- 2013 : Unblackened Live at Club Nokia, Los Angeles, CA

### Compilations
- 2005 : Kings of Damnation 98-04
- 2009 : Skullage
- 2011 : The Song Remains Not the Same[50]

## Vidéographie
- Boozed, Broozed, and Broken-Boned (DVD Live) (2003)
- The European Invasion - Doom Troopin' Live (DVD Live) (2006)
- Skullage  (DVD compilation) (2009)
- Unblackened (Concert acoustique : DVD Live/Blu-Ray) (2013)